# Hagpurpurmal
Hagpurpurmal, Eriocrania cicatricella, är en fjärilsart som beskrevs av Johan Wilhelm Zetterstedt 1839. Hagpurpurmal ingår i släktet Eriocrania och familjen purpurmalar, Eriocraniidae. Hagpurpurmal är reproducerande i både Sverige och Finland och enligt respektive rödlista är arten livskraftig, LC i båda länderna. Inga underarter finns listade i Catalogue of Life.

## Utseende
Hagpurpurmal har framvingar i guld- och purpurglänsande i oregelbundna tvärstrimmor eller fläckar och med en liten kantig bakkantsfläck i guld. Hos vissa individer finns det även en eller ibland två framkantsfläckar också i guld. Vingspannet är ca 9–12 mm. Bakvingen är brunaktig,  ljusbrun vid basen och lite purpurskimmer vid spetsen.  
Larven är vitaktig med vitt huvud och ljusbrunt munsegment, några bakkroppssegment har utskott på mitten.

## Levnadssätt
Hagpurpurmal förekommer i många olika miljöer med björk. Den är aktiv och flyger dagtid då solen skiner, från halva april in i juni.  Artens världväxt är björk, Betula spp honan lägger ägg i blad eller knoppar. Larven gör en fläckmina i bladet i juni.

## Utbredning
Hagpurpurmal är funnen i hela Sverige men få fynd i norr. I Danmark förekommer den i hela landet utom på södra Själland. I Norge är den funnen upp till Nordland och i Finland norrut till Enontekis lappmark. Världsutbredningen omfattar norra, centrala och östra Europa och öster ut i Ryssland.

## Bildgalleri

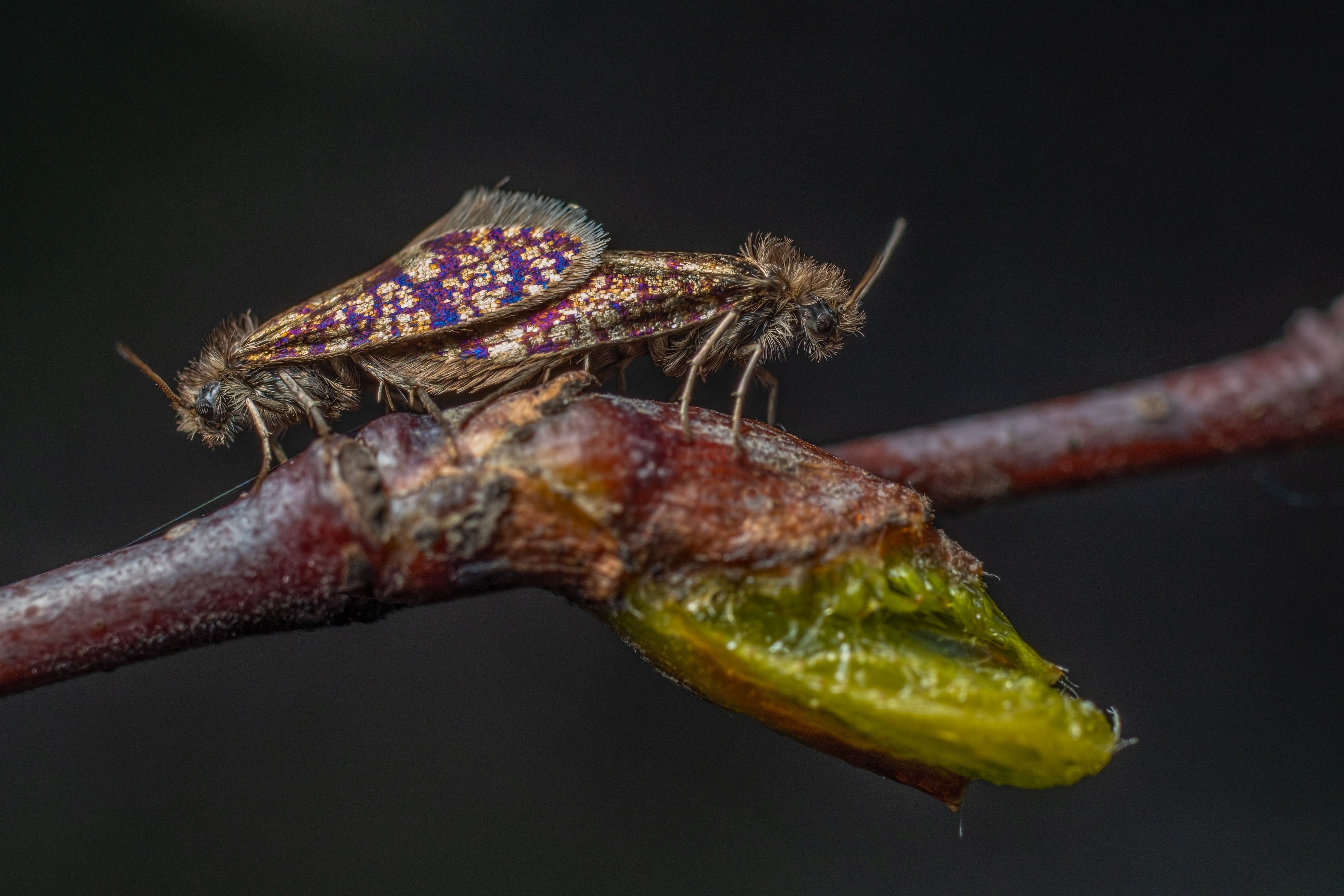
Imago fjärilar in kopula
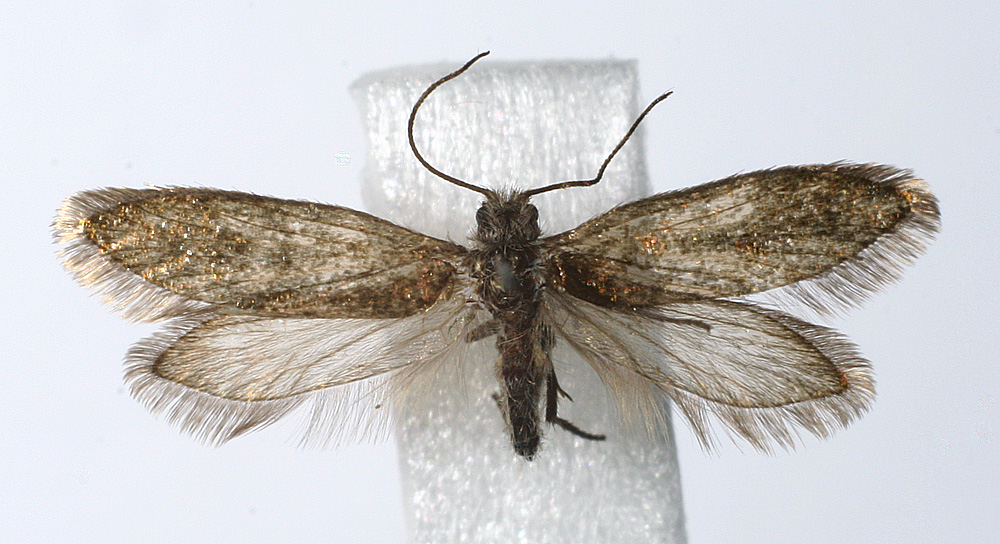
Preparerad (uppnålad) imago fjäril.